# Артамонов, Николай Степанович
Никола́й Степа́нович Артамо́нов (Томанов) (20 июля 1885, Саратов, Российская империя — 17 июля 1971, Ленинград, СССР) — российский и советский оперный артист (лирико-драматический тенор), педагог.

## Биография
Николай Степанович родился 20 июля 1885 года в Саратове.
С 1905 года учился в Петербургской консерватории, однако обучения не окончил. Брал уроки у А. Н. Амфитеатровой-Левицкой и Д. А. Усатова.
На оперной сцене выступал с 1912 года. С 1915 года был солистом Театра музыкальной драмы (Петроград), в 1917 году — Оперного театра Зимина (Москва), в 1918—1922 и 1926—1931 годах — Государственный академический театр оперы и балета (Мариинский театр), также пел в МАЛЕГОТе (Михайловский театр). Гастролировал в Киеве, Одессе, Баку, Новосибирске, Москве.
В 1916 года во время войны проходил службу санитаром в Царскосельском военно-санитарном поезде № 143 в Феодоровском городоке, где завязал дружбу с Сергеем Есениным.
Лучшие партии Николая Артамонова: князь («Русалка» А. С. Даргомыжского), Герман («Пиковая дама» П. И. Чайковского), Ленский («Евгений Онегин» П. И. Чайковского), Гофман («Сказки Гофмана» Ж. Оффенбаха), Герцог («Риголетто» Дж. Верди). Николай Артамонов в 1931 году был первым исполнителем партии Торговца в опере «Чёрный яр» А. Ф. Пащенко. В его репертуаре также были партии: Юродивый и князь Василий Шуйский («Борис Годунов» М. П. Мусоргского), Владимир Игоревич («Князь Игорь» А. П. Бородина), князь Синодал («Демон» А. Г. Рубинштейна), Вася («Вражья сила» А. Н. Серова, Трике («Евгений Онегин» П. И. Чайковского), Сопель («Садко» Н. А. Римского-Корсакова), Фауст («Фауст» Ш. Гуно), Альфред («Травиата» Дж. Верди).
В разные годы его партнёрами по сцене были такие певцы с мировым именем как: А. В. Белянин, Е. А. Бронская, П. М. Журавленко, Н. Калинина, Н. Н. Куклин, Л. Я. Липковская, А. И. Попова-Журавленко, Е. Сабинина, В. Селях, Г. П. Угринович, Ф. И. Шаляпин. Пел в спектаклях под руководством С. В. Ельцина, Э. А. Купера, Д. И. Похитонова.
До нашего времени сохранились записи его голоса на грампластинке в Петербурге («Звукопись», 1911). Также в ЦГАЗ СССР (ныне РГАФД) хранятся воспоминания певца «О совместной работе с Ф. И. Шаляпиным в Мариинском театре и о поездке за границу» (1963).
На сцене выступал до 1933 года, когда 23 августа был арестован в ходе «дела ленинградских гомосексуалов». Осужден коллегией ОГПУ 27 декабря 1933 года на 10 лет за «контрреволюционную деятельность» (58-я статья). В 1937 году отбывал наказание на магаданском золотодобывающем прииске «Мальдяк». Позднее был освобождён и реабилитирован. Вернулся в Саратов, где, в частности, преподавал вокал, среди его учеников была В. Т. Савельева. Умер в Ленинграде 17 июля 1971 года.

## Адреса
- Лермонтовский проспект, 9 (дом И. В. Рогинского)[2]
- Набережная Крюкова канала, дом 14, кв. 9